# Проспект Академика Палладина
Проспе́кт Акаде́мика Палла́дина (укр. проспе́кт Акаде́міка Палла́діна) — проспект в Святошинском районе города Киева, жилые массивы Академгородок, Беличи и Новобеличи. Пролегает от Берестейского проспекта до Гостомельской площади. Является частью Большой Окружной дороги.
К проспекту примыкают улицы Ореста Васкула, Василия Стуса, Ирпенская, Академика Доброхотова, Академика Ефремова, бульвар Академика Вернадского, улицы Патриарха Владимира Романюка, Дунаевского, Раисы Букиной, Академика Булаховского, Генерала Наумова, Приборный переулок, улицы Малинская, Рубежовская, переулки Рабочий, Рубежовский, улица Рабочая, путепровод через железную дорогу Киев — Коростень, улицы Газопроводная и Пономарёва.

## История
Возник в начале XX века, был частью улицы 4-я Просека. В 1958—1973 годах имел название Новобеличанская улица. Современное название — в честь А. В. Палладина с 1973 года. В 1970-е проспект основательно реконструирован, он был проложен сквозь старую застройку, сооружён путепровод над железной дорогой Киев — Коростень. В 1977 году к проспекту присоединили также реконструированную часть Большой Окружной дороги, не имевшую названия (от железной дороги до улицы Стеценко). В постановлении о присоединении ошибочно назван частью Гостомельского шоссе.
Под частью проспекта проходит линия метро. На проспекте расположены станция метро «Академгородок» и остановочный пункт Новобеличи.